# Onthophagus limbatus
Onthophagus limbatus är en skalbaggsart som beskrevs av Herbst 1789. Onthophagus limbatus ingår i släktet Onthophagus och familjen bladhorningar. Inga underarter finns listade i Catalogue of Life.